# Jean-Henri Naderman
Jean-Henri Naderman (ur. 1735 we Fryburgu Bryzgowijskim, zm. 4 lutego 1799 w Paryżu) – francuski wydawca i budowniczy instrumentów muzycznych.

## Życiorys
Około 1764 roku osiadł we Francji. W 1777 roku uzyskał licencję na publikację muzykaliów w Paryżu. Budował instrumenty muzyczne, był oficjalnym dostawcą harf na dwór królowej Marii Antoniny. We współpracy z Johannem Baptistem Krumpholzem budował harfy według nowoczesnego wzoru, z pojedynczym pedałem. W swojej oficynie wydawał utwory na harfę i fortepian solo, muzykę kameralną i partytury operowe.
Jego synem był François-Joseph Naderman.